# Hesperantha latifolia
Hesperantha latifolia är en irisväxtart som först beskrevs av Friedrich Wilhelm Klatt, och fick sitt nu gällande namn av M.P.de Vos. Hesperantha latifolia ingår i släktet Hesperantha och familjen irisväxter. Inga underarter finns listade i Catalogue of Life.